# Elżbieta Rydz
Elżbieta Barbara Rydz – polska psycholog, doktor habilitowany nauk społecznych.

## Życiorys
W 1987 r. ukończyła studia psychologiczne na Katolickim Uniwersytecie Lubelskim, w 1999 r. obroniła pracę doktorską pt. Rozwój planowania własnego życia u młodzieży, której promotorem był dr hab. Czesław Walesa, w 2014 r. habilitowała się.
Została pracownikiem naukowym na Katolickim Uniwersytecie Lubelskim Jana Pawła II.